# ESI大学排名
汤森路透（英語：Thomson Reuters）在2009年8月首次推出了全球科学研究机构的论文引用排名。该排名以1999年至2009年之间全球科研机构在这10年中发表学术论文的总引用次数作为排名依据。

## 排名方法
排名对象为全球范围内的研究机构，包括各国大学和研究所。排名依据为各研究机构在1999年至2009年之间发表学术论文的总引用次数。具体依据时间段为：1999年1月1日至2009年4月30日。论文应在汤森路透社所搜集涵盖的各大学术期刊上发表。科技领域涵盖共多达22种。

### 涵盖领域
论文及其引用所涵盖的领域共计有22种之多。下列是领域列表，包括英文原文（按英文字母顺序排序）和中文翻译：
1. Agricultural Sciences（农学，或称农业科学）
2. Biology & Biochemistry（生物学和生物化学）
3. Chemistry（化学）
4. Clinical Medicine（临床医学）
5. Computer Science（计算机科学）
6. Economics & Business（经济学和商学）
7. Engineering（工程学）
8. Environment/Ecology（环境科学/生态学）
9. Geosciences（地质科学）
10. Immunology（免疫学）
11. Materials Science（材料学，或称材料科学）
12. Mathematics（数学）
13. Microbiology（微生物学）
14. Molecular Biology & Genetics（分子生物学和遗传学）
15. Multidisciplinary（交叉科学，或称交叉学科）
16. Neuroscience & Behavior（神经科学和行为学）
17. Pharmacology & Toxicology（药理学和毒理学）
18. Physics（物理学）
19. Plant & Animal Science（植物学和动物学，或称植物科学和动物科学）
20. Psychiatry/Psychology（精神病学/心理学）
21. Social Sciences, general（社会科学，总称）
22. Space Science（空间科学）

### 总体结论
排行结果：划定世界前20名为顶尖科研院所，共有14所来自美国的大学位列榜中，随后是英国的3所大学。加拿大、日本、德国各有一所入榜。美国大学在北美洲占有绝对统治地位（美洲15所中的14所），在世界上也占70%（20所中的14所）的绝对多数。英国大学在欧盟中占有绝对多数（欧洲4所中的3所）。东京大学是亚洲唯一进入前20的大学。
其中美国的哈佛大学为美国和北美洲的引文桂冠。欧洲的引文桂冠研究所是德国的马普学会（MPI），欧洲的引文桂冠大学是英国的伦敦大学学院（UCL）。加拿大的引文桂冠是多伦多大学。日本及亚洲的引文桂冠是东京大学。

## 顶尖机构
前20的顶尖科研机构是：
| 排名   | 科研机构名称               | 论文总数 | 引用总数  | 每篇论文引用数 |
| ------ | -------------------------- | -------- | --------- | -------------- |
| 第1名  | 美国哈佛大学               | 95,291   | 2,597,786 | 27.26          |
| 第2名  | 德国马克斯·普朗克学会      | 69,373   | 1,366,087 | 19.69          |
| 第3名  | 美国约翰霍普金斯大学       | 54,022   | 1,222,166 | 22.62          |
| 第4名  | 美国华盛顿大学             | 54,198   | 1,147,283 | 21.17          |
| 第5名  | 美国斯坦福大学             | 48,846   | 1,138,795 | 23.31          |
| 第6名  | 美国加州大学洛杉矶分校     | 55,237   | 1,077,069 | 19.5           |
| 第7名  | 美国密西根大学             | 54,612   | 948,621   | 17.37          |
| 第8名  | 美国加州大学伯克利分校     | 46,984   | 945,817   | 20.13          |
| 第9名  | 美国加州大学旧金山分校     | 36,106   | 939,302   | 26.02          |
| 第10名 | 美国宾夕法尼亚大学         | 46,235   | 931,399   | 20.14          |
| 第11名 | 日本东京大学               | 68,840   | 913,896   | 13.28          |
| 第12名 | 美国加州大学圣地亚哥分校   | 40,789   | 899,832   | 22.06          |
| 第13名 | 加拿大多伦多大学           | 55,163   | 861,243   | 15.61          |
| 第14名 | 英国伦敦大学学院           | 46,882   | 860,117   | 18.35          |
| 第15名 | 美国哥伦比亚大学           | 43,302   | 858,073   | 19.82          |
| 第16名 | 美国耶鲁大学               | 36,857   | 833,467   | 22.61          |
| 第17名 | 美国麻省理工学院           | 35,247   | 832,439   | 23.62          |
| 第18名 | 英国剑桥大学               | 43,017   | 811,673   | 18.87          |
| 第19名 | 英国牛津大学               | 40,494   | 766,577   | 18.93          |
| 第20名 | 美国威斯康星大学麦迪逊分校 | 50,016   | 760,091   | 15.2           |